# 1415
1415 (MCDXV) fue un año común comenzado en martes del calendario juliano.

## Acontecimientos
- 14 de agosto: batalla de Ceuta. Los portugueses se hacen con Ceuta.
- 25 de octubre: derrota francesa en la Batalla de Azincourt. Los ingleses ocupan Normandía, y París y Borgoña se alían con Inglaterra. El rey inglés Enrique V participa en el gobierno de Francia pero los armagnacs y el clero proclaman rey al Delfín que reinará con el nombre de Carlos VII.

## Nacimientos
- 21 de septiembre - Federico III de Habsburgo, emperador del Sacro Imperio Romano.
- Diego Hurtado de Mendoza y Figueroa, noble castellano, primer duque del Infantado.

## Fallecimientos
- 6 de julio - Jan Hus, religioso checo.